# Ray Gordy
Terry Ray Gordy jr. (Chattanooga, 23 marzo 1979) è un ex wrestler statunitense.
Era sotto contratto con la World Wrestling Entertainment dove lottava con il nome Slam Master J.
È il figlio del lottatore Terry Gordy, membro dei Fabulous Freebirds (insieme a Michael Hayes e Buddy Roberts.

## Carriera
Gordy ha iniziato la propria carriera lottando per la NWA Georgia e in seguito per la Nawa (North American Wrestling Association), dove ha avuto un buon successo.
Nel 2001 Ray ha lasciato gli Stati Uniti per andare in Giappone nella Pro Wrestling NOAH, ma ritornò subito negli "states" all'inizio del 2002 ritornando a lottare nella Nawa.
Qui fece parte prima della "The New Varsity Club" con Nick Rampage e Jayson Phoenix, ma successivamente con l'ingresso di Iceberg Slim e Tank Nortonla stable cambiò nome in "Extreme Freebirds", che ebbe un famoso feud contro AJ Styles.

### WWE

#### Federazioni di sviluppo
Nell'Agosto 2005 Ray Gordy esordì nella Deep South Wrestling, e verso la metà del 2006 cambiò il nome in "Ray Geezy" formando un team con Damien Steel che non ebbe molto successo. Nel Novembre 2006 entrò nella stable chiamata "The Goddwins" cambiando il nome in "Cousin Ray". Lui e la stable parteciparono in numerosi house show di Smackdown.

##### Smackdown e varie faide (2007-2009)
Dalla puntata di Smackdown dell'11 maggio 2007 Ray è iniziato ad apparire con Drew Hankinson in spot promozionali e nei backstage con il nome di "Jesse Dalton", mentre Hankinson interpretava la gimnick del fratello ritardato, Festus Dalton.
Debuttarono ufficialmente il 5 ottobre dove si fecero chiamare semplicemente Jesse & Festus, e Festus al suono della campana iniziale diventava una furia mentre dopo la campana finale ritornava al suo Stato "normale"; in questa puntata batterono Mike Tolar and Chad Collyer. Il 16 ottobre ottennero la loro prima vittoria di prestigio all'ECW sconfiggendo Elijah Burke e Nunzio.
L'8 novembre vinsero un 10-Man Tag Team Battle Royal WWE Tag Team Championship Contender's match dove sconfissero Deuce 'n Domino, The Major Brothers, Shannon Moore & Jimmy Wang Yang, Drew McIntyre & Dave Taylor.
Ma dopo aver perso il match titolato contro The Miz & John Morrison il 16 dicembre vinsero in un match non titolato.
Dopo una pausa tornarono nel Febbraio 2008 e dopo una serie di vittorie ottennero un re-match contro i campioni, ma il 21 marzo furono sconfitti nuovamente. Successivamente al PPV Great American Bash parteciparono ad un Fatal Four way Tag Team Match per il WWE Tag Team Championship ma furono sconfitti.
Nei mesi successivi i due hanno partecipato a delle sequenze nei backstage e in alcuni match dove Miz & Morrison si prendevano gioco di Festus.

##### Team con Jimmy Wang Yang e licenziamento (2009-2010)
Nella puntata di Smackdown del 7 agosto 2009 sconfigge Charlie Haas, ma si presenta sul ring non più come Jesse, bensì come Slam Master J. Con questo nuovo look tentò di entrare a far parte dei Cryme Tyme, ma alla fine non ci riuscì. Il 10 settembre a Superstars perde contro, Dolph Ziggler. Il 25 settembre a Smackdown viene sconfitto da Kane. Dopo quasi 3 mesi di assenza dal ring, ritorna a Superstars il 10 dicembre, formando un Tag Team con Jimmy Wang Yang, ma i due perdono contro L'Hart Dynasty. Il 18 dicembre perdono anche il Remach a Smackdown. Il 14 gennaio 2010 a Superstars, vincono contro Mike Knox e Charlie Haas. A WrestleMania XXVI, partecipa a una 26-Man Battle Royal, ma viene eliminato.
Slam Master J viene licenziato dalla WWE il 22 aprile 2010.

## Personaggio

### Mosse finali
- Leg-Single Russian Leg Sweep

## Titoli e riconoscimenti
- North American Wrestling Assosation
  - NAWA Heavyweight Championship (1 volta)
  - NAWA Junior Heavyweight Championship (1)
  - NAWA Wildside Heavyweight Championship (1)
- Nu-Wrestling Evolution
  - NWE World Heavyweight Championship (1)
- NWA Wildside
  - NWA Wildside Heavyweight Championship (1)
  - NWA Wildside Junior Heavyweight Championship (1)